# پیرلوئیجی گولینی
پیرلوئیجی گولینی (ایتالیایی: Pierluigi Gollini؛ زادهٔ ۱۸ مارس ۱۹۹۵) بازیکن فوتبال اهل ایتالیا است که به صورت قرضی برای باشگاه ناپولی بازی می‌کند.
او سابقه حضور در تیم ملی فوتبال زیر ۲۱ سال ایتالیا را در کارنامه خود دارد.